# 둥근잎꿩의비름
둥근잎꿩의비름은 돌나물과에 딸린 여러해살이풀이다. 한국 특산종으로 경상북도 주왕산 계곡 그늘진 바위 틈에서 자란다. 대한민국의 멸종위기 야생 동·식물 2급 식물이다.

## 생태
풀 전체가 다육질이다. 높이는 15~30 센티미터 정도이며, 줄기는 3~4대가 모여 나며 붉은 빛이 돌고 땅바닥을 긴다. 잎은 십자가 모양으로 마주 나는데 잎몸이 달걀 모양에 가까운 원형 도는 타원형으로 잎자루 없이 줄기를 감싸고, 가장자리에 물결 모양의 톱니가 있다. 꽃은 7월 하순부터 10월 초순까지 줄기 끝에 산방꽃차례 비슷한 취산꽃차례에 자잘하며 붉은 자주색으로 촘촘히 모여 핀다. 열매는 골돌열매이며 9~10월경에 맺으며 작은 꽃들이 핀 곳에 씨방이 만들어져 먼지처럼 된 많은 종자가 들어 있다.

## 관리 및 번식법
관리법 : 돌 틈과 같이 건저한 곳의 화분이나 화단에서 자란다. 화분에 심을 때는 다른 식물과 같이 심는 것을 피해야 한다. 물은 3~4일 간격으로 준다..
번식법 : 9~10월경 받은 종자를 바로 화분에 뿌리거나 종자를 종이에 싸서 냉장보관 후 이듬해 봄에 뿌린다. 또한 잎은 5~6월경에 따서 반으로 자른 후 모래에 심는 엽삽(葉揷)을 한다.

## 사진

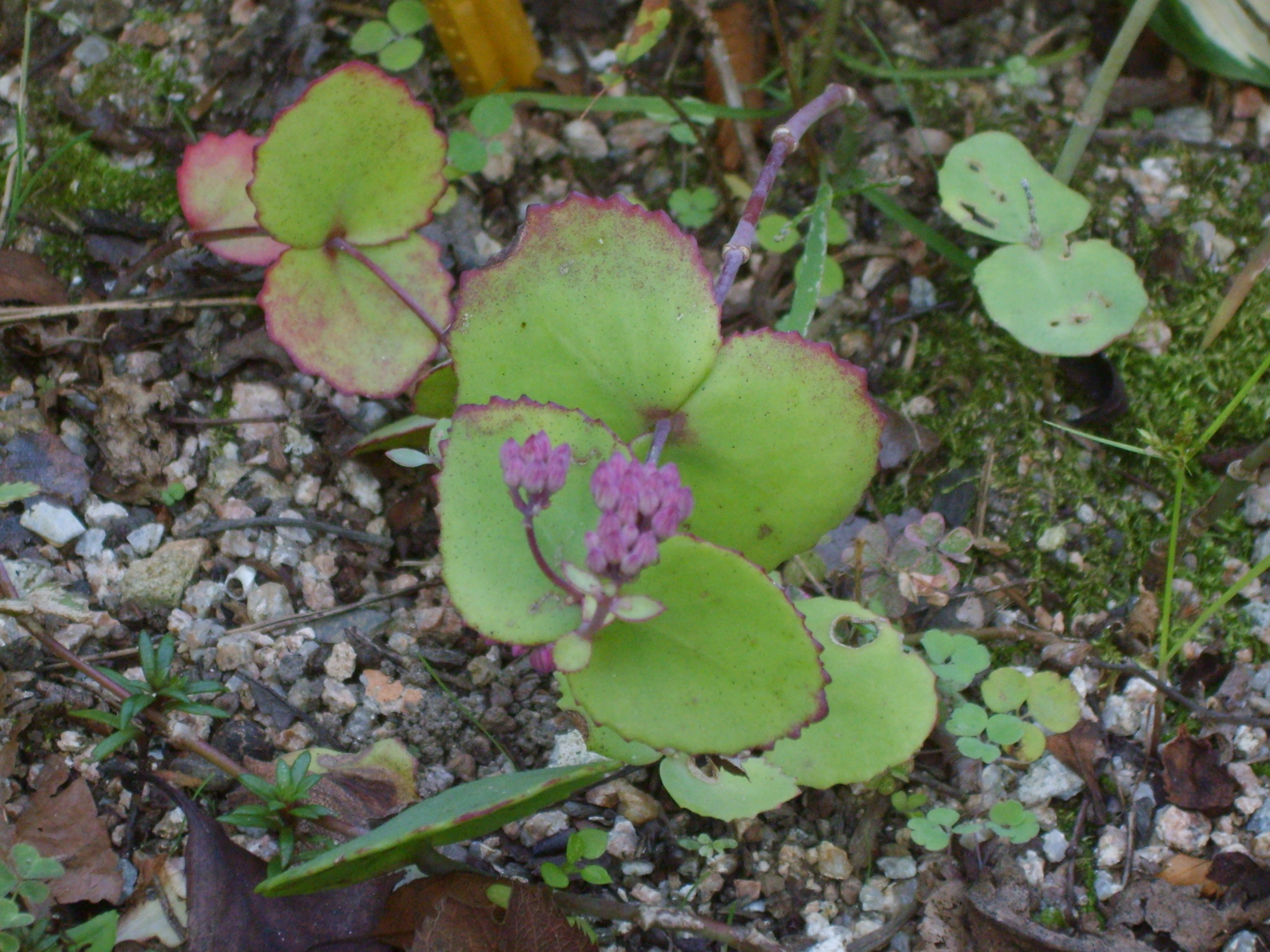
꽃망울과 잎

## 참고 문헌
- 송기엽; 윤주복 (2003). 《야생화 쉽게 찾기》. 진선출판사. ISBN 89-7221-343-8.